# أونوراتو دامن
أونوراتو دامن (4 ديسمبر 1893 - 14 أكتوبر 1979)، كان ثوريًا و شيوعيًا يساريًا إيطاليًا، وكان نشطًا في البداية في الحزب الاشتراكي الإيطالي ثم الحزب الشيوعي الإيطالي . بعد طرده، عمل مع اليسار الإيطالي المنظم، وأصبح أحد قادة الحزب الشيوعي الأممي ، المعروف باسم جريدتهم باتاجليا كومونيستا(Battaglia Comunista).
كان الحزب الشيوعي الأممي، الذي تأسس رسميًا في عام 1943، أكبر منظمة شيوعية يسارية عدديًا في فترة ما بعد الحرب العالمية الثانية. في عام 1952، قام أماديو بورديجا ، الذي كان قد خرج من التقاعد تمامًا، بتقسيم الحزب لتأسيس الحزب الشيوعي الأممي ، المعروف في صحيفته Programma Comunista . اتبعت الأغلبية دامن،  الذي احتفظت مجموعته بالاسم الأصلي الحزب الشيوعي الأممي، والمجلة النظرية الأصلية بروميتيو ، بالإضافة إلى صحيفة باتاليا الشيوعية . كان أونوراتو دامن ناشطًا سياسيًا طوال حياته البالغة. وهو مؤلف كتابي بورديجا ما وراء الأسطورة  وجرامشي: بين الماركسية والمثالية . 

## سيرة شخصية
ولد دامن في مونتي سان بيترانجيلي ( فيرمو ). في شبابه، انضم إلى الحزب الاشتراكي الإيطالي (PSI)، الذي عارض فيه سياسات توراتي ، تريفيس وموديجلياني. كان عمره أكثر من عشرين عامًا بقليل في بداية الحرب العالمية الأولى ، وتمت صياغته برتبة رقيب . وفي نهاية الأعمال العدائية، تم تخفيض رتبته إلى رتبة جندي، ثم حكم عليه بعد ذلك بالسجن العسكري لمدة عامين من قبل محكمة عسكرية بتهمة "تعريض المؤسسات العامة للخطر"؛ كان هذا أساسًا لدعمه الانهزامية الثورية ، بدافع من "التحريض على الفرار " وإدانة "الطابع الإمبريالي للحرب". تم إطلاق سراحه في عام 1919، وعاد إلى منصبه في الحزب متعاونًا في الدورية الاشتراكية لفيرمو لا لوتا ( الكفاح ).
في فترة السنتين روسو 1920-1921، وهي الفترة الأكثر ثراءً بالتوترات السياسية والاجتماعية، عمل دامن أولاً في بولونيا مع مجلس النقابات العمالية المحلي ثم مع كاسا ديل بوبولو ("مجلس الشعب") في جرانارولو كسكرتير للمجلس النقابي المحلي. اللجنة القانونية المجتمعية.
خلال هذه الفترة، دعم دامن أماديو بورديجا ، وبالتالي انضم إلى الحزب الشيوعي الإيطالي . في الأشهر التي سبقت انقسام ليفورنو مباشرة، عمل سكرتيرًا لمجلس النقابات العمالية في بستويا ورئيسًا لتحرير المجلة الدورية لافينير . بقي في بستويا حتى اعتقاله في أشهر الحملة الانتخابية لعام 1921 بسبب العمل الذي قام به بوجيو كايانو .
بالفعل في فبراير 1921، أدانه القضاء بسبب بعض أعمال العنف في اللغة المستخدمة خلال تجمع حاشد في ساحة غاريبالدي [الإنجليزية] في بستويا . على أساس نشاطه المحموم، وفوق الأحداث التي وقعت في إمبولي ، أصبح أحد الأهداف الرئيسية لرد الفعل الفاشي الناشئ في توسكانا ، حيث كان ينظم نفسه خلال تلك الأشهر. في 10 مايو أثناء عودته من تجمع حاشد لصالح مرشح الحزب الشيوعي الإيطالي في الانتخابات في قرية كوربيتزي ، اعتقله الفاشيون واقتادوه إلى مكاتبهم في المدينة. وهنا حاولوا إقناعه بالتخلي عن أفكاره " البلشفية ". بعد فشله في تحقيق هدفهم الأول، تم نقله إلى مقرهم الرئيسي في ساحة أوتافياني [الإنجليزية] في فلورنسا . تم إرساله إلى دوميني مع الاقتراح: "يجب أن تختفي طوال فترة الحملة الانتخابية أو تختبئ في فيلا في فيسولي أو تبقى في فلورنسا تحت المراقبة المستمرة".
رفضًا لهذه المقترحات، تم احتجازه في دوميني طوال الإضراب العام ؛ واندلع احتجاج إلى أعمال عنف في بيستويا عند إطلاق سراحه. وبعد تجديد الاتصالات مع الحزب والتغلب على تحفظات الرفاق، قرر العودة إلى بستويا حيث بقي لمواصلة مهمة التحريض. وفي رحلة العودة، التي قام بها بالسيارة تحت حراسة عدد معين من الرفاق المسلحين، واجه سربًا من الفاشيين على الطريق من بيوبو إلى كايانو. وأدى هذا اللقاء إلى مقتل فاشي وإصابة اثنين آخرين. حُكم على دامن بالسجن لمدة ثلاث سنوات في موراتي في فلورنسا.
بالنظر إلى ما حدث في الطريق من بيوبو إلى كايانو والسجن اللاحق، قررت قيادة الحزب إرساله إلى فرنسا كجزء من "مكتبها السياسي" لتمثيل الحزب ورئاسة تنظيم مجموعات من الرفاق المنفيين. وقام بتنسيق نشاطهم السياسي كمدير لمجلة L'humanité الأسبوعية باللغة الإيطالية . لاحقًا، عند عودته سرًا إلى البلاد عام 1924، قدمه الحزب كمرشح في الانتخابات وعلى الرغم من المعارضة القوية من الفاشيين تم انتخابه نائبًا في مجلس مدينة فلورنسا.
وفي الوقت نفسه، داخل الحزب الشيوعي الألماني، استمرت القطيعة بين الاتجاه الذي فرضته موسكو واليسار في تحديد نفسها بشكل أكثر وضوحًا. بدأ بورديجا، الذي تمتع بدعم واسع النطاق داخل الحزب، تنازله عن "أفنتين" (سمي على اسم ثورة عامة شهيرة في روما القديمة في القرن الرابع قبل الميلاد). لقد حضر اجتماع اللجنة المركزية لكنه لم يتدخل في النقاش، وبالتالي لم يعيق التغيير في الاتجاه السياسي الذي دعمه أنطونيو جرامشي وبالميرو توجلياتي .
كان دامن مؤيدًا لـ اليسار الشيوعي، وليس الاتجاه الجديد للحزب. حضر توجلياتي اجتماع اللجنة المركزية لاتحاد فلورنسا للحزب الشيوعي الصيني لمناقشة موقف دامن - على الرغم من عدم دعوة دامن نفسه. كان الاجتماع بدون حراسة ولذلك تمكنت الشرطة من تعطيله – وانتهى في النهاية برحلة بعد إنذار كاذب.
في عام 1925، شكل دامن مع لويجي ريبوسي وبرونو فورتيشياري لجنة "إنتيسا" بهدف الدفاع عن عمل اليسار في الحزب. أشاد ليون تروتسكي ببرنامج لجنة إنتيسا باعتباره عملًا أساسيًا للمعارضة اليسارية الدولية، مشيرًا إليه في كتاباته باسم برنامج اليسار.
في نوفمبر 1926، تم سجن دامن في أوستيكا، بينما تم القبض عليه في ديسمبر من نفس العام وإرساله مرة أخرى إلى موراتي في فلورنسا لمشاركته في أعمال الشيوعيين الفلورنسيين في التآمر ضد الدولة. حكمت عليه محكمة خاصة بالسجن لمدة 12 عامًا، وقضى سنوات في سجون سالوتسو وبالانزا وتشيفيتافيكيا (حيث قاد ثورة في السجن) وفي بيانوسا . أُطلق سراحه بموجب عفو نهاية عام 1933، وأُرسل إلى ميلانو تحت المراقبة لمدة 5 سنوات، بينما أبلغ رئيس سجن بيانوسا كاسيلاريا سنترال [الإنجليزية] أن "العقوبة التي تعرض لها لم يكن لها أي أثر أخلاقي" ووصفه بأنه "مجرم". "شيوعي لا يتزعزع".
تم القبض عليه مرة أخرى في نهاية عام 1935، وفي عام 1937 لنشره الدعاية الشيوعية حول الحرب الأهلية الإسبانية ، وإدانة الستالينيين. في ذلك الوقت، شهدت مصادر الشرطة أنه "لم يشارك في التحول الدعائي لإعادة التنظيم السري للحزب الشيوعي الإيطالي" لأنه، مع بقائه مخلصًا لتوجهه الشيوعي اليساري، قام دامن بنشر دعاية المعارضة الدولية ضد سياسة إيطاليا. الكومنترن وضد الستالينية في إسبانيا”.
تم اعتقاله مرة أخرى عند اندلاع الحرب العالمية الثانية، وظل محتجزًا طوال فترة الحرب بأكملها. أطلق نظام المارشال بادوليو سراحه أخيرًا في نهاية الحرب.
كان دامن في السجن عندما تم إطلاق الحزب الشيوعي الأممي، لكن انضمامه إليه كان معروفًا جيدًا. في عام 1945، قدم توجلياتي والحزب الشيوعي الإيطالي، أثناء دفاعهما عن حرية الفاشيين الحقيقيين، التماسًا إلى CLN للحكم على قادة الحزب الشيوعي الأممي بالإعدام كمخربين وبوصفهم افتراءًا بأنهم عملاء الجستابو؛ وأدرجوا دامن في قائمتهم لقادتها. كان الحزب الشيوعي الإيطالي بقيادة تولياتي قد اغتال بالفعل اثنين من أعضائه المؤسسين والمنظمين، فاوستو آتي [الإنجليزية] وماريو أكوافيفا .
وفي أوائل الخمسينيات، بدأ بورديجا يدعو إلى العودة إلى مواقف اليسار الشيوعي الإيطالي كما كانت في أوائل العشرينيات عندما كان زعيمًا للحزب الشيوعي الإيطالي. ولتحقيق هذه الغاية أسس الحزب الشيوعي الأممي ، الذي أطلق بعد ذلك صحيفته، Il Programma Comunista . المجموعة المحيطة بباتاليا كومونيستا (ومجلتهم النظرية بروميتيو ) اختلفوا في الرأي، ودافعوا بدلاً من ذلك عن المواقف التالية: 
- كانت روزا لوكسمبورغ ، وليس لينين، على حق فيما يتعلق بالمسألة الوطنية.
- ولم تكن الأحزاب الشيوعية القديمة (التي أصبحت الآن ستالينية بالكامل) وسطية بل برجوازية.
- لم يكن هناك أمل في التغلب على النقابات، وكان لا بد من تطوير استراتيجيات جديدة تجاه الصراع الطبقي اليومي لربط النضال اليومي للطبقة بالنضال طويل المدى من أجل الشيوعية.
- ولم يكن الاتحاد السوفييتي مجتمعاً شيوعياً ولا اشتراكياً، بل كان مجتمعاً رأسمالياً .
- ولا يمكن أن يكون هناك استبدال الحزب للطبقة ككل.

في السبعينيات، نظم الحزب الشيوعي الأممي حول بروميتو وباتاليا كومونيستا أول المؤتمرات الدولية لليسار الشيوعي. من هذه المؤتمرات. شكل الحزب الشيوعي الأممي ومنظمة العمال الشيوعية معًا المكتب الدولي للحزب الثوري على أساس منصة مشتركة (أصبح IBRP هو الاتجاه الشيوعي الأممي في عام 2009 وما زال نشطًا حتى يومنا هذا).  توفي دامن في عام 1979.

## روابط خارجية
- The Onorato Damen Internet Archive (EN)
- The Thirtieth Anniversary of the Death of Onorato Damen (EN)
- Articles of Damen translated in English (EN)
- Articles in Battaglia Comunista (IT)
- Scritti scelti, 1943-78 (IT)
- Gramsci tra marxismo e idealismo (IT)
- Amadeo Bordiga - Validità e limiti d'una esperienza (IT)
- Istituto Onorato Damen